# Midnight Rider
Midnight Rider è un singolo del gruppo musicale statunitense The Allman Brothers Band, pubblicato nel 1971 ed estratto dall'album Idlewild South.

## Tracce
1. Midnight Rider
2. Whipping Post

## Cover
Alcune cover del brano sono quelle di Joe Cocker (1972; nell'album Joe Cocker), Gregg Allman da solista (1973; nell'album Laid Back), Paul Davidson (1976), Willie Nelson (1980 e poi 2004 in duetto con Toby Keith), Bob Seger (1973; nell'album Back in '72) e UB40 (2013; nell'album Getting Over the Storm).